# ابيضاض بلازماوي
ابيضاض بلازماوي (اختصارًا PCL) هو اعتلال في الخلايا البلازمية، أي مرض ينطوي على تنكس خبيث لنميط من خلايا الدم البيضاء يسمى خلايا البلازما. هو المرحلة النهائية والأكثر عدوانية من هذا الخلل، حيث تشكل 2% إلى 4% من جميع حالات الأورام الخبيثة لخلايا البلازما. قد يظهر الابيضاض البلازماوي PCL على أنه ابيضاض بلازماوي أولي في المرضى الذين ليس لديهم تاريخ سابق لعتلال في خلايا البلازما أو كاعتلال ثانوي لخلايا البلازما أي في المرضى الذين تم تشخيصهم سابقًا بتاريخ سابق من الاعتلال السابق له الورم النخاعي المتعدد. يظهر شكلي PCL متميزين جزئيًا عن بعضهما البعض. ومع ذلك في جميع الحالات، يعد الابيضاض البلازماوي مرضًا شديد الخطورة ويهدد الحياة ويصعب معالجته.

## العلامات والأعراض

### ابيضاض بلازماوي أولي
يشير العرض السريري لـ PCL الأولي (pPCL) إلى مرض أكثر عدوانية بكثير من حالات المايلوما المتعددة النموذجية حيث تكون سماتها السريرية مزيجًا من تلك الموجودة في المايلوما المتعددة وسرطان الدم الحاد. مثل العديد من مرضى المايلوما، يُظهر مرضى pPCL مستويات عالية من الناحية المرضية من خلايا البلازما أحادية النسيلة [الإنجليزية] في نخاع العظام بالإضافة إلى بروتين الورم النقيي الذي يفرز خلايا البلازما الخبيثة، إما IgG أو IgA أو سلسلة خفيفة أو لا شيء في 28-56٪، 4- 7٪، 23-44٪، أو 0-12% من الحالات، على التوالي.على غرار سرطان الدم في الخلايا البائية، ولكن على عكس المايلوما المتعددة، يُظهر مرضى pPCL ترددات عالية نسبيًا من تضخم الطحال، واعتلال العقد اللمفية، وتضخم الكبد، والفشل الكلوي، وفشل نخاع العظام (مثل قلة الصفيحات الدموية، فقر الدم، و/أو نادرًا نقص الكريات البيضاء)، عيوب الجهاز العصبي المركزي، اعتلال الأعصاب المحيطية بسبب غزو خلايا البلازما لهذه الأنسجة و/أو ترسب الغلوبولين المناعي أحادي النسيلة المنتشر فيها. مقارنة بمرضى المايلوما المتعددة، فإن مرضى PPCL يُظهرون أيضا:
1. معدلات عالية من الإصابة بأزمة فرط كالسيوم الدم، أي نوبة قد تكون مهددة للحياة من ارتفاع مستويات الكالسيوم الأيوني (Ca2 +) في الدم بسبب زيادة امتصاص العظام و/أو الكلى بالفشل.
2. مستويات أعلى من نازعة هيدروجين اللاكتات في الدم وبيتا 2-المكروغلوبولين [الإنجليزية].
3. معدلات أقل للعظام ولكن معدلات أعلى من أورام خلايا البلازما في الأنسجة الرخوة تسمى أورام البلازماويات.[1][4]

#### ابيضاض بلازماوي ثانوي
يتم تشخيص PCL الثانوي (sPCL) في 1-4% من المرضى المعروفين بإصابتهم بالورم النخاعي المتعدد لفترة وسطية تبلغ 21 شهرًا تقريبًا. إنها المرحلة النهائية من مرض الورم النقوي لدى هؤلاء المرضى. يعاني مرضى sPCL عادةً من أعراض شديدة بسبب المرض الواسع مع تسلل خلايا البلازما الخبيثة وفشل ليس فقط في نخاع العظام ولكن أيضًا في الأعضاء الأخرى. لقد فشلوا أو كسروا نظامًا علاجيًا واحدًا أو أكثر، وبالتالي قد يظهرون أيضًا بعض التأثيرات السامة لهذه العلاجات.

## الأسباب
ينتج PCL عن تطور عدد كبير جدًا من التشوهات الجينية في خلايا البلازما أو بشكل أكثر تحديدًا، الخلايا البائية والبلازمية (انظر خلايا البلازما). يرجع عدم الاستقرار الجيني هذا إلى عدد لا يحصى من التشوهات المكتسبة بما في ذلك الطفرات الجينية؛ النوكليوتيدات المفردة؛ استنفاد وتضاعف أجزاء من الجين، أو جزء أكبر من الكروموسوم، أو حتى ذراع كامل من الكروموسوم؛ عمليات النقل والحذف والازدواجية للكروموسومات بأكملها؛ ويزيد وينقص في التعبير عن الجينات السليمة بسبب على سبيل المثال: مثيلة المحفزات الجينية وتأثيرات مختلفة أقل مباشرة. تؤثر هذه التشوهات الجينية على مسار إشارات Wnt، وتنظيم دورة الخلية، واستقلاب الحمض النووي الريبي، وطي البروتين، والالتزام الخلوي المرتبط بالكادهرين بالمصفوفة خارج الخلية. هذه التأثيرات بدورها تتحكم في تكاثر خلايا البلازما، والبقاء على قيد الحياة، وموت الخلايا المبرمج، والالتصاق بنخاع العظام، واستقرار الجينوم، وإفراز الغلوبولين المناعي وحيد النسيلة.
ينتج ابيضاض الدم في خلايا البلازما الثانوية (sPCL) عن التطور البطيء نسبيًا لخلية البلازما / سلائف خلايا البلازما التي تخلق في البداية استنساخًا للخلايا التي تسبب حالة ما قبل السرطان للاعتلال الجامبي أحادي النسيلة ذي الأهمية غير المحددة. في نسبة صغيرة جدًا من هذه الحالات، يؤدي التطور التدريجي لمزيد من التشوهات الجينية بشكل متسلسل إلى إنشاء استنساخ (نسخ) من خلايا البلازما التي تسبب اضطرابًا أكثر خطورة ولكنه لا يزال سابقًا للسرطان المتمثل في احتراق الورم النقوي المتعدد، وسرطان المايلوما العلني، وفي النهاية sPCL. على عكس sPCL، تقدم pPCL مجموعة واسعة من التشوهات الجينية. على سبيل المثال، حددت الطرق المتقدمة لفحص الجينوم، أي تسلسل الإكسوم الكامل وتنميط التعبير الجيني، 166 متغيرًا جينيًا غير صامت لكل عينة مريض pPCL في وقت التشخيص. هذه التشوهات متشابهة ولكنها غير متطابقة مع تلك التي تم اكتشافها في sPCL في حين أن التشوهات المكتشفة في sPCL تشبه تلك التي تم اكتشافها في المايلوما المتعددة أكثر من تلك الموجودة في pPCL: تدعم البيانات الجينية البيانات السريرية في الإشارة إلى أن sPCL و pPCL هما مرضان متميزان مع sPCL من بين اثنين من PCLs التي ترتبط ارتباطًا وثيقًا بالورم النخاعي المتعدد.فحص النمط المناعي لخلايا البلازما عن طريق قياس بعض مستضدات سطح الخلية، خاصة مجموعة التمايز. تختلف علامات الأقراص المضغوطة الموجودة على خلايا البلازما من مرضى pPCL عن تلك التي تم أخذها من مرضى المايلوما المتعددة أو مرضى sPCL. على سبيل المثال: خلايا البلازما pPCL تعبر في كثير من الأحيان عن مستضد CD20، والذي يعتبر مهمًا في تثبيت خلايا البلازما في سدى نخاع العظم، مقارنة بخلايا البلازما المأخوذة من مرضى المايلوما (50% مقابل 17٪)؛ غالبًا ما تفتقر خلايا البلازما pPCL إلى مستضد CD56 الموجود في غالبية خلايا البلازما المأخوذة من مرضى المايلوما المتعددة؛ وخلايا البلازما pPCL تعبر بشكل متكرر عن CD28 أكثر من خلايا البلازما sPCL. وبالتالي، فإن التنميط المناعي يدعم هذه الفكرة القائلة بأن المايلوما المتعددة، و sPCL ،pPCL تظهر اختلافات جوهرية مهمة للغاية قد تفسر عروضهم السريرية المختلفة، الدورات، الاستجابات للعلاج، والتكهنات.

## التشخيص
حددت مجموعة عمل المايلوما الدولية المعايير التشخيصية لابيضاض الدم بخلايا البلازما على أنها وجود> 2 × 109 خلية بلازما لكل لتر أو، بدلاً من ذلك، > 20% من خلايا الدم ذات النواة هي خلايا بلازما. في الآونة الأخيرة، اقترحت المجموعة أن القيم 0.5 × 109 أو 5٪، على التوالي، قد تكون أكثر ملاءمة من وجهة نظر علاجية، وبالتالي يجب دراستها كمعيار نهائي للمرض.دعمت دراسة حديثة هذا الاقتراح في اكتشاف أن العديد من مرضى المايلوما الذين لديهم أكثر من 5% من خلايا البلازما المنتشرة لديهم توقعات سير المرض أسوأ بكثير من تلك الخاصة بالورم النخاعي المتعدد ومماثلة لابيضاض الدم بخلايا البلازما. قد يكون التنميط المناعي لقياس التدفق الخلوي لخلايا الدم للكشف عن الأنماط الظاهرية النسيلية لخلايا البلازما التي تظهر في المايلوما المتعددة (على سبيل المثال CD138 +، CD38 +، CD19−، CD45 +/- النمط الظاهري) طريقة أكثر حساسية لتعداد خلايا البلازما النسيلية المتداولة وتشخيص ابيضاض الدم في خلايا البلازما.

## العلاجات
قبل استخدام الأدوية المطورة حديثًا وأنظمة العلاج، كان متوسط معدلات البقاء على قيد الحياة من وقت تشخيص pPCL و sPCL من 8 إلى 11 شهرًا و2-8 أشهر على التوالي، حتى عند العلاج بقوة باستخدام نظام VAD من فينكريستين، دوكسوروبيسين، ديكساميثازون أو نظام VCMP من فينكريستين وكارموستين وميلفالان وبريدنيزون بالتناوب مع فينكريستين وكارموستين ودوكسوروبيسين وبريدنيزون.يبدو أن علاج مرضى PCL، وخاصة مرضى PPCL، بطرق جديدة قد حقق تحسينات متواضعة في معدلات البقاء على قيد الحياة. ومع ذلك، فإن ندرة هذين اللوكيميا قد حدت من الدراسات الفردية لتقارير الحالة على عدد صغير من المرضى أو التحليلات بأثر رجعي لسجلات المرضى. لم يتم الإبلاغ عن تجارب معشاة ذات شواهد على هؤلاء المرضى. أحد عيوب هذه الأساليب هو التحيز في اختيار المريض، أي أن المرضى الذين يتم اختيارهم للعلاج بنظام جديد قد يكونون أقل مرضًا من متوسط المرضى المصابين بالمرض، وبالتالي يكون لديهم مرض أقل عدوانية (أي وقت بقاء أطول).

### ابيضاض الدم في خلايا البلازما الأولية[4]
تشير دراسات تقرير الحالة الحديثة إلى أن نظم العلاج التي تشمل عقار مثبط البروتوزوم، وخاصة بورتيزوميب، و/أو زرع الخلايا الجذعية الذاتية قد حسنت من بقاء pPCL. على سبيل المثال، 28 مريضًا عولجوا بنظام الحث المعتمد على بورتيزوميب متبوعًا بزرع الخلايا الجذعية الذاتية ثم نظام صيانة للينالدوميد (مثبط مناعي متعلق بالثاليدومايد)، بورتيزوميب، وديكساميثازون (كورتيكوستيرويد) لديهم معدل بقاء خالٍ من التطور. 66% في عمر 3 سنوات ومعدل بقاء إجمالي 73% عند 4 سنوات. في إحدى الدراسات، كان لدى المرضى الذين يتلقون علاجًا كيميائيًا مكثفًا بالإضافة إلى زرع الخلايا الجذعية الذاتية متوسط البقاء على قيد الحياة لمدة 34 شهرًا بينما أولئك الذين يتلقون العلاج الكيميائي بمفردهم كان متوسط البقاء على قيد الحياة 11 شهرًا. وجدت دراستان أخريان شملت bortezomib في أنظمة العلاج الكيميائي الخاصة بهم بالمثل أن إضافة زرع الخلايا الجذعية الذاتية يحسن النتائج. غالبًا ما تتضمن التوصيات الحالية لعلاج pPCL التحريض باستخدام ثلاثة أنظمة دوائية مثل borezomib-lenalidomide-dexamethasone متبوعًا بزرع الخلايا الجذعية الذاتية ودمجها / الصيانة مع مجموعة من عوامل معدل المناعة (مثل الثاليدومايد أو ليناليدوميد أو بوماليدوميد) بالإضافة إلى مثبط البروتيازوم (بورتيزوميب أو إكسازوميب أو كارفيلزوميب.

### ابيضاض خلايا البلازما الثانوي
كمرحلة نهائية من المايلوما المتعددة التي فشلت أو اخترقت نظامًا علاجيًا واحدًا أو أكثر، لا يزال sPCL شديد المقاومة لأنظمة العلاج المختلفة (<50٪)، وأوقات استجابة قصيرة جدًا لهذه الأفواج، ومعدلات بقاء عامة ضعيفة (متوسط البقاء على قيد الحياة من 2-8 إلى أشهر).قد يكون لدى المرضى الذين يعانون من sPCL استجابات قصيرة الأجل لأنظمة العلاج (كما تم الإبلاغ عنها في تقارير الحالة) التي تشمل بورتيزوميد ولكن لا توجد أنظمة علاجية ثابتة ثبت أنها تحسن بقائهم بشكل عام أو متوسط.<